# Plainview (Minnesota)
Plainview és una població dels Estats Units a l'estat de Minnesota. Segons el cens del 2000 tenia 3.190 habitants.

## Demografia
Segons el cens del 2000, Plainview tenia 3.190 habitants, 1.157 habitatges, i 824 famílies. La densitat de població era de 559,8 habitants per km².
Dels 1.157 habitatges en un 39,8% hi vivien nens de menys de 18 anys, en un 58,8% hi vivien parelles casades, en un 9,2% dones solteres, i en un 28,7% no eren unitats familiars. En el 24% dels habitatges hi vivien persones soles el 13% de les quals corresponia a persones de 65 anys o més que vivien soles. El nombre mitjà de persones vivint en cada habitatge era de 2,65 i el nombre mitjà de persones que vivien en cada família era de 3,16.
Per edats la població es repartia de la següent manera: un 29,3% tenia menys de 18 anys, un 8,6% entre 18 i 24, un 28% entre 25 i 44, un 17,9% de 45 a 60 i un 16,2% 65 anys o més.
L'edat mediana era de 34 anys. Per cada 100 dones de 18 o més anys hi havia 90 homes.
La renda mediana per habitatge era de 39.952 $ i la renda mediana per família de 48.971 $. Els homes tenien una renda mediana de 32.179 $ mentre que les dones 22.754 $. La renda per capita de la població era de 16.494 $. Entorn del 5,5% de les famílies i el 6,4% de la població estaven per davall del llindar de pobresa.

## Poblacions més properes
El següent diagrama mostra les poblacions més properes.